# Arisaema galeatum
Arisaema galeatum är en kallaväxtart som beskrevs av Nicholas Edward Brown. Arisaema galeatum ingår i släktet Arisaema och familjen kallaväxter. Inga underarter finns listade.